# Ек Ї Оун
Ек Ї Оун (кхмер. ឯក យីអ៊ុន; 1910—2013) — камбоджійський політик, очолював уряд країни впродовж тижня у січні 1958 року.